# Magyarország a 2001-es úszó-világbajnokságon
Magyarország a japán Fukuokában megrendezett 2001-es úszó-világbajnokság egyik részt vevő nemzete volt. Az ország a világbajnokságon 40 sportolóval képviseltette magát, akik összesen 1 arany-, 1 ezüst- és 1 bronzérmet szereztek.

## Versenyzők száma
| Sportág, szakág  | Magyar résztvevő | Magyar résztvevő | Magyar résztvevő |
| Sportág, szakág  | Férfi            | Nő               | Össz.            |
| Úszás            | 5                | 2                | 7                |
| Nyílt vízi úszás | 3                | 2                | 5                |
| Műugrás          | 1                | 1                | 2                |
| Szinkronúszás    | –                | 0                | 0                |
| Vízilabda        | 13               | 13               | 26               |
|                  |                  |                  |                  |
| Összesen         | 22               | 18               | 40               |

## Érmesek
| Érem      | Versenyző                       | Versenyszám | Versenyszám        | Dátum      |
| --------- | ------------------------------- | ----------- | ------------------ | ---------- |
| Aranyérem | Kovács Ágnes                    | úszás       | 200 m-es mellúszás | július 25. |
| Ezüstérem | Magyar női vízilabda-válogatott | vízilabda   | női vízilabda      | július 27. |
| Bronzérem | Kovács Ágnes                    | úszás       | 100 m-es mellúszás | július 23. |

## Úszás
Férfi
| Versenyző                                              | Versenyszám               | Előfutam | Előfutam | Előfutam | Elődöntő | Elődöntő | Elődöntő | Döntő   | Döntő    |
| Versenyző                                              | Versenyszám               | Idő      | Hely.    | Össz.    | Idő      | Hely.    | Össz.    | Idő     | Helyezés |
| ------------------------------------------------------ | ------------------------- | -------- | -------- | -------- | -------- | -------- | -------- | ------- | -------- |
| Bodrogi Viktor                                         | 100 m-es hátúszás         | 56,80    | ?.       | 18.      | kiesett  | kiesett  | kiesett  | kiesett | kiesett  |
| Bodrogi Viktor                                         | 200 m-es hátúszás         | 2:00,27  | ?.       | 3.       | 1:59,24  | ?.       | 3.       | 1:59,74 | 6.       |
| Bodrogi Viktor                                         | 200 m-es pillangóúszás    | 2:00,54  | ?.       | 16.      | 1:58,60  | 7.       | ?.       | kiesett | kiesett  |
| Gáspár Zsolt                                           | 50 m-es pillangóúszás     | 24,36    | ?.       | 11.      | 24,45    | 8.       | ?.       | kiesett | kiesett  |
| Gáspár Zsolt                                           | 100 m-es pillangóúszás    | 54,06    | ?.       | 18.      | kiesett  | kiesett  | kiesett  | kiesett | kiesett  |
| Güttler Károly                                         | 100 m-es mellúszás        | 1:02,50  | ?.       | 13.      | 1:02,18  | 6.       | ?.       | kiesett | kiesett  |
| Horváth Péter                                          | 50 m-es hátúszás          | 26,14    | ?.       | 9.       | 26,30    | ?.       | 14.      | kiesett | kiesett  |
| Horváth Péter                                          | 100 m-es hátúszás         | 55,67    | ?.       | 5.       | 55,83    | 2.       | 5.       | 55,43   | 6.       |
| Horváth Péter                                          | 200 m-es hátúszás         | 2:02,74  | ?.       | 20.      | kiesett  | kiesett  | kiesett  | kiesett | kiesett  |
| Zubor Attila                                           | 50 m-es gyorsúszás        | 22,76    | ?.       | 16.      | 22,54    | ?.       | 14.      | kiesett | kiesett  |
| Zubor Attila                                           | 100 m-es gyorsúszás       | 49,73    | ?.       | 9.       | 49,32    | 3.       | 3.       | 49,13   | 5.       |
| Zubor Attila                                           | 200 m-gyorsúszás          | 1:50,33  | ?.       | 17.      | kiesett  | kiesett  | kiesett  | kiesett | kiesett  |
| Horváth Péter Güttler Károly Gáspár Zsolt Zubor Attila | 4 × 100 m-es vegyes úszás | 3:39,50  | 2.       | 4.       |          |          |          | 3:38,29 | 5.       |

Női
| Versenyző    | Versenyszám            | Előfutam | Előfutam | Előfutam | Elődöntő | Elődöntő | Elődöntő | Döntő   | Döntő     |
| Versenyző    | Versenyszám            | Idő      | Hely.    | Össz.    | Idő      | Hely.    | Össz.    | Idő     | Helyezés  |
| ------------ | ---------------------- | -------- | -------- | -------- | -------- | -------- | -------- | ------- | --------- |
| Kovács Ágnes | 50 m-es mellúszás      | 32,09    | 3.       | 7.       | 31,88    | ?.       | 6.       | 32,05   | 8.        |
| Kovács Ágnes | 100 m-es mellúszás     | 1:08,98  | ?.       | 4.       | 1:08,02  | 2.       | 2.       | 1:08,50 | Bronzérem |
| Kovács Ágnes | 200 m-es mellúszás     | 2:29,04  | ?.       | 4.       | 2:25,83  | 2.       | ?.       | 2:24,90 | Aranyérem |
| Risztov Éva  | 400 m-es gyorsúszás    | 4:15,25  | ?.       | 16.      |          |          |          | kiesett | kiesett   |
| Risztov Éva  | 200 m-es pillangóúszás | 2:11,07  | ?.       | 5.       | 2:09,91  | 2.       | 2.       | 2:21,11 | 6.        |
| Risztov Éva  | 200 m-es vegyes úszás  | 2:19,99  | ?.       | 20.      | kiesett  | kiesett  | kiesett  | kiesett | kiesett   |

## Nyílt vízi úszás
Férfi
| Versenyző        | Versenyszám | Idő     | Helyezés |
| ---------------- | ----------- | ------- | -------- |
| Tószegi Márton   | 5 km        | 59:15   | 22.      |
| Tószegi Márton   | 10 km       | 2:24:20 | 24.      |
| Nagy-Pál Levente | 25 km       | 6:00:03 | 19.      |
| Cselényi Balázs  | 25 km       | 6:37:51 | 24.      |

Női
| Versenyző     | Versenyszám | Idő     | Helyezés |
| ------------- | ----------- | ------- | -------- |
| Barsi Klaudia | 5 km        | 1:07:44 | 23.      |
| Barsi Klaudia | 10 km       | 2:27:05 | 16.      |
| Balázs Eszter | 25 km       | feladta | feladta  |

## Műugrás
Férfi
| Versenyző    | Versenyszám    | Selejtező | Selejtező | Elődöntő | Elődöntő | Döntő   | Döntő    |
| Versenyző    | Versenyszám    | Pont      | Hely.     | Pont     | Hely.    | Pont    | Helyezés |
| ------------ | -------------- | --------- | --------- | -------- | -------- | ------- | -------- |
| Lengyel Imre | 1 m-es műugrás | 351,54    | 5.        | 295,44   | 12.      | kiesett | kiesett  |
| Lengyel Imre | 3 m-es műugrás | 389,94    | 10.       | 601,36   | 12.      | 613,74  | 9.       |

Női
| Versenyző  | Versenyszám    | Selejtező | Selejtező | Elődöntő | Elődöntő | Döntő   | Döntő    |
| Versenyző  | Versenyszám    | Pont      | Hely.     | Pont     | Hely.    | Pont    | Helyezés |
| ---------- | -------------- | --------- | --------- | -------- | -------- | ------- | -------- |
| Barta Nóra | 1 m-es műugrás | 174,48    | 27.       | kiesett  | kiesett  | kiesett | kiesett  |
| Barta Nóra | 3 m-es műugrás | 251,76    | 19.       | kiesett  | kiesett  | kiesett | kiesett  |

## Vízilabda

### Férfi
| Magyar nemzeti férfi vízilabdacsapat-játékoskeret | Magyar nemzeti férfi vízilabdacsapat-játékoskeret | Magyar nemzeti férfi vízilabdacsapat-játékoskeret | Magyar nemzeti férfi vízilabdacsapat-játékoskeret |
| #                                                 | Név                                               | Poszt                                             | Kor (2001. július 19. szerint)                    |
| ------------------------------------------------- | ------------------------------------------------- | ------------------------------------------------- | ------------------------------------------------- |
|                                                   | Szécsi Zoltán                                     | K                                                 | 1977. december 22. (23 évesen)                    |
|                                                   | Gergely István                                    | K                                                 | 1967. november 26. (33 évesen)                    |
|                                                   | Benedek Tibor                                     | M                                                 | 1972. július 12. (29 évesen)                      |
|                                                   | Biros Péter                                       | M                                                 | 1976. április 5. (25 évesen)                      |
|                                                   | Fodor Rajmund                                     | M                                                 | 1976. február 21. (25 évesen)                     |
|                                                   | Kásás Tamás                                       | M                                                 | 1976. július 20. (24 évesen)                      |
|                                                   | Kiss Gergely                                      | M                                                 | 1977. szeptember 21. (23 évesen)                  |
|                                                   | Molnár Tamás                                      | M                                                 | 1975. augusztus 2. (25 évesen)                    |
|                                                   | Steinmetz Barnabás                                | M                                                 | 1975. október 6. (25 évesen)                      |
|                                                   | Székely Bulcsú                                    | M                                                 | 1976. július 2. (25 évesen)                       |
|                                                   | Varga I. Zsolt                                    | M                                                 | 1972. március 9. (29 évesen)                      |
|                                                   | Varga Tamás                                       | M                                                 | 1975. július 14. (26 évesen)                      |
|                                                   | Vári Attila                                       | M                                                 | 1976. február 26. (25 évesen)                     |
| Szövetségi kapitány: Kemény Dénes                 |                                                   |                                                   |                                                   |

Csoportkör
B csoport
| Csapat       | M | Gy | D | V | G+ | G– | Gk  | P |
| ------------ | - | -- | - | - | -- | -- | --- | - |
| Magyarország | 3 | 3  | 0 | 0 | 32 | 20 | +12 | 6 |
| Görögország  | 3 | 1  | 0 | 2 | 23 | 24 | –1  | 2 |
| Kazahsztán   | 3 | 1  | 0 | 2 | 13 | 16 | –3  | 2 |
| Németország  | 3 | 1  | 0 | 2 | 20 | 28 | –8  | 2 |

| 2001. július 19. | Magyarország                                                 | 7 – 3 | Kazahsztán                               |  |
| 2001. július 19. | (1–2, 2–0, 3–0, 1–1)                                         |       |                                          |  |
| 2001. július 19. | Benedek, Kiss, Varga T., Molnár, Varga Zs., Biros, Kásás 1-1 |       | Zsiljajev, Szevosztyjanov, Zagorujko 1-1 |  |

| 2001. július 21. | Magyarország                                                           | 11 – 10 | Görögország                                                     | Játékvezetők: Vuletic (horvát), Legare (kanadai). |
| 2001. július 21. | (3–1, 3–2, 3–2, 2–5)                                                   |         |                                                                 | Játékvezetők: Vuletic (horvát), Legare (kanadai). |
| 2001. július 21. | Kásás 3, Molnár 2, Vári, Fodor, Varga T., Benedek, Varga Zs., Kiss 1-1 |         | Hadzitheodóru 3, Szhízasz, Lúdisz, Kalakónasz 2-2, Afrudákisz 1 | Játékvezetők: Vuletic (horvát), Legare (kanadai). |

| 2001. július 22. | Magyarország                                                                   | 14 – 7 | Németország                                                | Játékvezetők: Antsziferov (orosz), Turcotte (kanadai) |
| 2001. július 22. | (4–2, 3–3, 3–1, 4–1)                                                           |        |                                                            | Játékvezetők: Antsziferov (orosz), Turcotte (kanadai) |
| 2001. július 22. | Benedek 3, Kásás, Kiss, Molnár 2-2, Fodor, Székely, Steinmetz, Biros, Vári 1-1 |        | Dierolf, Weissinger 2-2, Schertwins, Kaiser, Kreuzmann 1-1 | Játékvezetők: Antsziferov (orosz), Turcotte (kanadai) |

Középdöntő
E csoport
| Csapat       | M | Gy | D | V | G+ | G– | Gk  | P |
| ------------ | - | -- | - | - | -- | -- | --- | - |
| Jugoszlávia  | 5 | 4  | 1 | 0 | 38 | 25 | +13 | 9 |
| Olaszország  | 5 | 3  | 1 | 1 | 37 | 21 | +16 | 7 |
| Magyarország | 5 | 3  | 0 | 2 | 36 | 32 | +4  | 6 |
| Görögország  | 5 | 3  | 0 | 2 | 30 | 28 | +2  | 6 |
| Kazahsztán   | 5 | 1  | 0 | 4 | 26 | 48 | –22 | 2 |
| Szlovákia    | 5 | 0  | 0 | 5 | 28 | 41 | –13 | 0 |

| 2001. július 24. | Magyarország                                          | 9 – 8 | Szlovákia                                        | Játékvezetők: Chaney (amerikai), Fernandez (spanyol) |
| 2001. július 24. | (3–1, 3–2, 2–2, 1–3)                                  |       |                                                  | Játékvezetők: Chaney (amerikai), Fernandez (spanyol) |
| 2001. július 24. | Kiss 4, Kásás, Varga Zs., Benedek, Varga T., Vári 1-1 |       | Gyurcsi, Veszelits, Bačo 2-2, Polacik, Cipov 1-1 | Játékvezetők: Chaney (amerikai), Fernandez (spanyol) |

| 2001. július 25. | Magyarország            | 7 – 8 | Jugoszlávia                                         | Játékvezetők: Clemencon (francia), Tulga (török) |
| 2001. július 25. | (1–1, 0–1, 2–4, 4–2)    |       |                                                     | Játékvezetők: Clemencon (francia), Tulga (török) |
| 2001. július 25. | Kásás 3, Vári, Kiss 2-2 |       | Šapić 3, Uskoković 2, Jelenić, Savić, Trbojević 1-1 | Játékvezetők: Clemencon (francia), Tulga (török) |

| 2001. július 26. | Magyarország         | 2 – 3 | Olaszország               | Játékvezetők: Vuletic (horvát), Galkin (orosz) |
| 2001. július 26. | (0–1, 0–1, 1–0, 1–1) |       |                           | Játékvezetők: Vuletic (horvát), Galkin (orosz) |
| 2001. július 26. | Biros, Varga T. 1-1  |       | Angelini 2, Postiglione 1 | Játékvezetők: Vuletic (horvát), Galkin (orosz) |

Az 5–8. helyért
| 2001. július 28. | Magyarország                                                   | 9 – 7 | Egyesült Államok                                      | Játékvezetők: Klopper (Hollandia), Keman (Holland-Antillák) |
| 2001. július 28. | (2–3, 1–1, 2–2, 4–1)                                           |       |                                                       | Játékvezetők: Klopper (Hollandia), Keman (Holland-Antillák) |
| 2001. július 28. | Benedek 3, Molnár 2, Varga Zs., Varga T., Steinmetz, Kásás 1-1 |       | Azevedo 2, Schumacher, Powers, Pope, Wright, Wigo 1-1 | Játékvezetők: Klopper (Hollandia), Keman (Holland-Antillák) |

Az 5. helyért
| 2001. július 29. | Magyarország                                  | 8 – 5 | Görögország                                       | Játékvezetők: Fernandez (spanyol), Rajevic (jugoszláv) |
| 2001. július 29. | (1–0, 3–2, 1–1, 3–2)                          |       |                                                   | Játékvezetők: Fernandez (spanyol), Rajevic (jugoszláv) |
| 2001. július 29. | Kásás 3, Kiss 2, Varga Zs., Molnár, Biros 1-1 |       | Hadzitheodóru 2, Szhízasz, Mázisz, Afrudákisz 1-1 | Játékvezetők: Fernandez (spanyol), Rajevic (jugoszláv) |

| Csapat       | Helyezés |
| ------------ | -------- |
| Magyarország | 5.       |

### Női
| Magyar nemzeti női vízilabdacsapat-játékoskeret | Magyar nemzeti női vízilabdacsapat-játékoskeret | Magyar nemzeti női vízilabdacsapat-játékoskeret | Magyar nemzeti női vízilabdacsapat-játékoskeret |
| #                                               | Név                                             | Poszt                                           | Kor (2001. július 18. szerint)                  |
| ----------------------------------------------- | ----------------------------------------------- | ----------------------------------------------- | ----------------------------------------------- |
|                                                 | Sós Ildikó                                      | K                                               | 1976. december 27. (24 évesen)                  |
|                                                 | Szép Brigitta                                   | K                                               | 1971. május 15. (30 évesen)                     |
|                                                 | Dancsa Katalin                                  | M                                               | 1983. május 11. (18 évesen)                     |
|                                                 | Drávucz Rita                                    | M                                               | 1980. április 14. (21 évesen)                   |
|                                                 | Pelle Anikó                                     | M                                               | 1978. szeptember 28. (22 évesen)                |
|                                                 | Primász Ágnes                                   | M                                               | 1980. március 5. (21 évesen)                    |
|                                                 | Rédei Katalin                                   | M                                               | 1976. április 5. (25 évesen)                    |
|                                                 | Sipos Edit                                      | M                                               | 1975. március 2. (26 évesen)                    |
|                                                 | Stieber Mercédesz                               | M                                               | 1974. szeptember 4. (26 évesen)                 |
|                                                 | Szremkó Krisztina                               | M                                               | 1972. január 6. (29 évesen)                     |
|                                                 | Tiba Zsuzsanna                                  | M                                               | 1976. március 31. (25 évesen)                   |
|                                                 | Valkai Ágnes                                    | M                                               | 1981. február 27. (20 évesen)                   |
|                                                 | Valkay Erzsébet                                 | M                                               | 1979. március 6. (22 évesen)                    |
| Szövetségi kapitány: Faragó Tamás               |                                                 |                                                 |                                                 |

Csoportkör
B csoport
| Csapat       | M | Gy | D | V | G+ | G– | Gk  | P  |
| ------------ | - | -- | - | - | -- | -- | --- | -- |
| Magyarország | 5 | 5  | 0 | 0 | 35 | 19 | +16 | 10 |
| Ausztrália   | 5 | 3  | 0 | 2 | 32 | 22 | +10 | 6  |
| Kanada       | 5 | 3  | 0 | 2 | 28 | 23 | +5  | 6  |
| Görögország  | 5 | 3  | 0 | 2 | 28 | 27 | +1  | 6  |
| Hollandia    | 5 | 1  | 0 | 4 | 21 | 34 | –13 | 2  |
| Japán        | 5 | 0  | 0 | 5 | 19 | 38 | –19 | 0  |

| 2001. július 18. | Magyarország                    | 5 – 4 | Kanada                   | Játékvezetők: Balfanbajev (bolgár), Clemancon (francia) |
| 2001. július 18. | (1–1, 1–0, 0–1, 3–2)            |       |                          | Játékvezetők: Balfanbajev (bolgár), Clemancon (francia) |
| 2001. július 18. | Valkai Á., Primász 2-2, Sípos 1 |       | Dow 2, Dionne, Arpin 1-1 | Játékvezetők: Balfanbajev (bolgár), Clemancon (francia) |

| 2001. július 19. | Magyarország                                 | 8 – 5 | Görögország                       | Játékvezetők: Prihodko (kazah), Bertocci (amerikai) |
| 2001. július 19. | (3–1, 0–2, 2–1, 3–1)                         |       |                                   | Játékvezetők: Prihodko (kazah), Bertocci (amerikai) |
| 2001. július 19. | Stieber, Pelle 3-3, Valkai E., Valkai Á. 1-1 |       | Kozómboli, Rumbészi 2-2, Patelu 1 | Játékvezetők: Prihodko (kazah), Bertocci (amerikai) |

| 2001. július 21. | Magyarország                                          | 9 – 3 | Japán                | Játékvezetők: Balza (máltai), Menendez (kubai) |
| 2001. július 21. | (3–1, 1–1, 3–1, 2–0)                                  |       |                      | Játékvezetők: Balza (máltai), Menendez (kubai) |
| 2001. július 21. | Drávucz 3, Primász, Stieber 2-2, Valkai Á., Pelle 1-1 |       | Hagavara 2, Kakosi 1 | Játékvezetők: Balza (máltai), Menendez (kubai) |

| 2001. július 22. | Magyarország         | 4 – 3 | Ausztrália             | Játékvezetők: Hausche (német), Aglialoro (olasz) |
| 2001. július 22. | (1–1, 0–1, 1–1, 2–0) |       |                        | Játékvezetők: Hausche (német), Aglialoro (olasz) |
| 2001. július 22. | Valkai Á., Pelle 2-2 |       | Mayer, Fox, Brooks 1-1 | Játékvezetők: Hausche (német), Aglialoro (olasz) |

| 2001. július 23. | Magyarország                                    | 9 – 4 | Hollandia                          | Játékvezetők: Fernandez (spanyol), Chaney (amerikai) |
| 2001. július 23. | (0–1, 4–1, 2–0, 3–2)                            |       |                                    | Játékvezetők: Fernandez (spanyol), Chaney (amerikai) |
| 2001. július 23. | Stieber, Pelle, Valkai Á., Primász 2-2, Rédei 1 |       | Kappen 2, Rodenhuis, de Bruijn 1-1 | Játékvezetők: Fernandez (spanyol), Chaney (amerikai) |

Negyeddöntő
| 2001. július 25. | Magyarország                                                                       | 12 – 5 | Kazahsztán                                         | Játékvezetők: Bottlik (szlovák), Hata (japán) |
| 2001. július 25. | (5–1, 3–0, 2–1, 2–3)                                                               |        |                                                    | Játékvezetők: Bottlik (szlovák), Hata (japán) |
| 2001. július 25. | Valkai E., Valkai Á., Pelle 2-2, Sípos, Stieber, Tiba, Rédei, Drávucz, Szremkó 1-1 |        | Olhina, Sisova, Dzsakajeva, Gubina, Ignatyjeva 1-1 | Játékvezetők: Bottlik (szlovák), Hata (japán) |

Elődöntő
| 2001. július 26. | Magyarország               | 4 – 3 | Kanada                    | Játékvezetők: Keman (Holland-Antillák), Rajevic (Jugoszlávia) |
| 2001. július 26. | (1–1, 1–1, 0–1, 2–0)       |       |                           | Játékvezetők: Keman (Holland-Antillák), Rajevic (Jugoszlávia) |
| 2001. július 26. | Primász 2, Rédei, Tiba 1-1 |       | Dow, Gardiner, Dionne 1-1 | Játékvezetők: Keman (Holland-Antillák), Rajevic (Jugoszlávia) |

Döntő
| 2001. július 27. | Magyarország                    | 3 – 7 | Olaszország                             | Játékvezetők: Hasszekioglu (görög), Matache (román) |
| 2001. július 27. | (0–3, 2–1, 0–2, 1–1)            |       |                                         | Játékvezetők: Hasszekioglu (görög), Matache (román) |
| 2001. július 27. | Stieber, Valkai E., Szremkó 1-1 |       | Miceli 4, Allucci, Di Mario, Malato 1-1 | Játékvezetők: Hasszekioglu (görög), Matache (román) |

| Csapat       | Helyezés  |
| ------------ | --------- |
| Magyarország | Ezüstérem |